# Llamas de la Ribera
Llamas de la Ribera település Spanyolországban, León tartományban. Lakosainak száma 791 fő (2024).

## Földrajza
Llamas de la Ribera Las Omañas, Cimanes del Tejar, Carrizo de la Ribera és Quintana del Castillo községekkel határos.

## Népesség
A település lakosságának változását az alábbi diagram mutatja:
| Lakosok száma | 1187 | 1111 | 1053 | 992  | 963  | 916  | 849  | 825  | 810  | 791  |
|               | 2001 | 2004 | 2007 | 2009 | 2012 | 2014 | 2017 | 2019 | 2022 | 2024 |